# Trinomys iheringi
Trinomys iheringi — вид гризунів родини щетинцевих, який зустрічається від прибережної частини східного Еспіріту-Санту до східного Сан-Паулу і Мінас-Жерайс, Бразилія у низинних лісах.

## Етимологія
Вид названий на честь Германа фон Іхерінга.

## Морфологія
Морфометрія. Самці: довжина голови й тіла: 185—220 мм, довжина хвоста: 170—242 мм, довжина задньої ступні: 43—54 мм. Самиці: довжина голови й тіла: 180—228 мм, довжина хвоста: 153—225 мм, довжина задньої ступні: 45—55 мм. Довжина хвоста варіює залежно від підвиду від 87% довжини голови й тіла у Trinomys iheringi iheringi до 120% у Trinomys iheringi eliasi.
Опис. Це великий голчастий щур з широким, жорстким, захисним волоссям. Колір верхньої частини тіла є комбінацією чорних кінчиків захисного волосся і корицевого від привершинних областей покривного волосся; темніше волосся трапляється вздовж центральної лінії спини; помітно блідіше охоронне волосся на зовнішній поверхні стегон і на огузку; зазвичай рудий відтінок мають шия та область за вухами; нижня частина тіла та внутрішній бік ніг білий; ступні зверху білі; задні ступні трішки темніші із зовнішніх боків; хвіст має білий кінчик, що розвивається в китицю. 

## Вокалізація. Генетика
У неволі видають високочастотні звуки які відрізняються між підвидами. Диплоїдне число T. i. iheringi варіює від 60 до 65 (див. хромосома), диплоїдне число T. i. bonafidei, 2n=56 (FN=108), T. i. eliasi має 2n=58 (FN=112).

## Загрози та охорона
У даний час немає серйозних загроз для цього виду. Зустрічається в кількох природоохоронних територіях.